# Hongos psilocibios

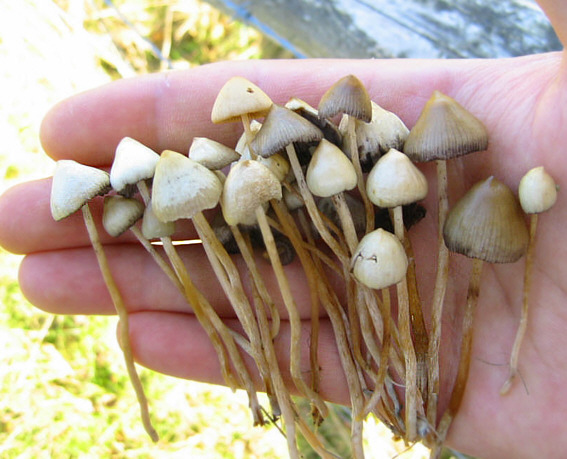
Psilocybe semilanceata recién obtenidos.

Los hongos psilocibios, también llamados hongos alucinógenos, son hongos que contienen sustancias psicoactivas como la psilocibina, la psilocina y la baeocistina. Estos compuestos afectan el sistema nervioso central, alterando la percepción, el estado de ánimo y los procesos cognitivos. Son considerados sustancias enteogénas y han sido utilizados con fines ceremoniales, religiosos y recreativos.

## Historia y uso tradicional
Las primeras evidencias del uso ritual de hongos psicodélicos se remontan a pinturas rupestres de hasta 7 000–9 000 a. C., como las de Tassili n’Ajjer en el Sahara, que representan figuras humanas y estructuras vinculadas con hongos tipo Psilocybe. 
Hallazgos arqueológicos muestran que ya en 1600 a. C. se consumía la especie Amanita muscaria en la India. Se los ha asociado al Soma y al Haoma, la droga sagrada de la inmortalidad en las culturas indo iranias, a la ambrosía de los mitos griegos, a los misterios de Eleusis, también en la antigua Grecia, e incluso —minoritariamente— a los orígenes del cristianismo. Los utilizaban las tribus nómadas de Siberia en ritos comunales de indulgencia. Estos conocían algo sobre el metabolismo de los alcaloides responsables de los efectos alucinógenos del hongo, si se bebía la orina, se podían prolongar los efectos.

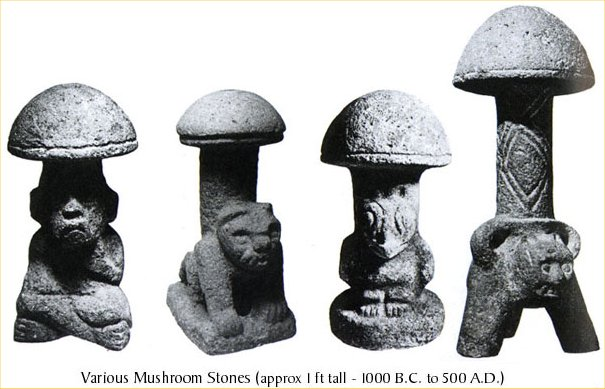
Hongos de piedra arqueológicos.

Los ejemplares del género Psilocybe se utilizaban en el Nuevo Mundo antes de la llegada de los españoles. El «hongo mágico» de México y Centroamérica posee un historial de uso humano más prolongado que el de cualquier otra planta con efectos psicoactivos.

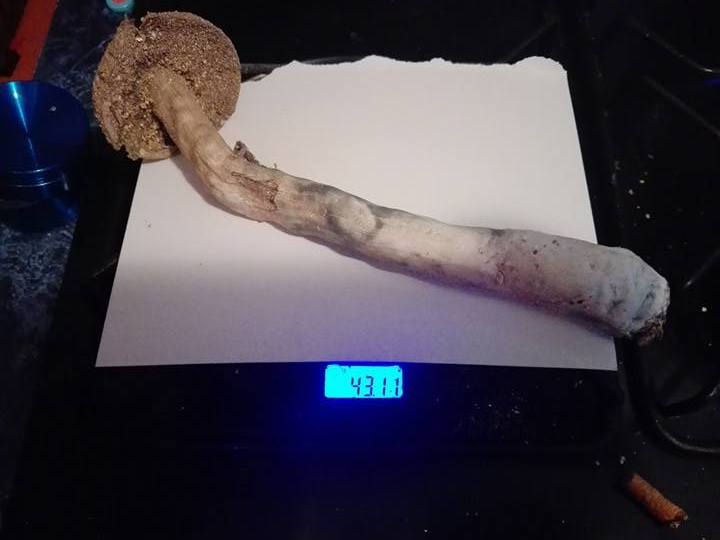
Hongo Psilocibe cubensis P.E.S.A.

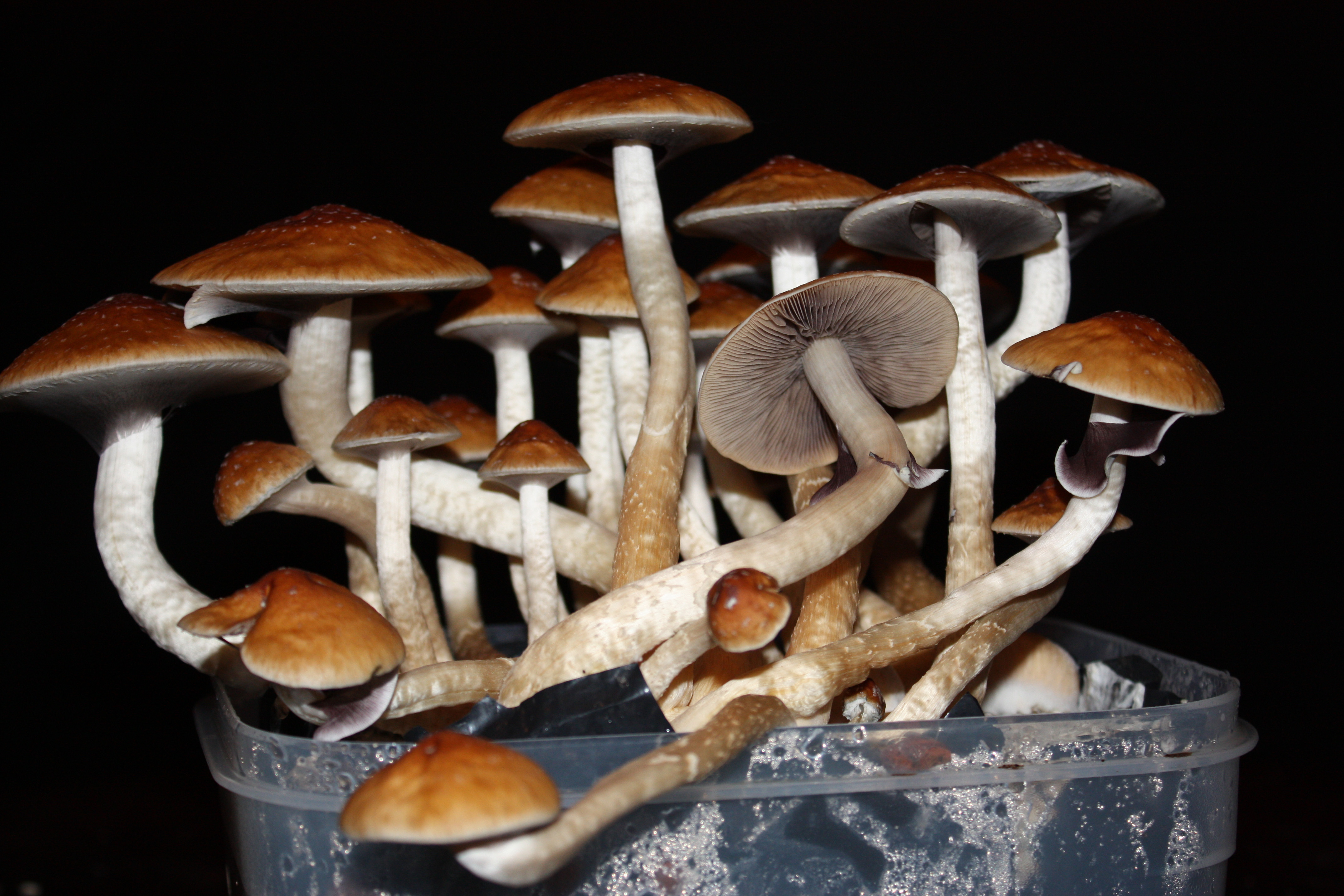
Ejemplares de Psilocybe cubensis cultivados en interior.

## Clasificación
Existen varios géneros y más de doscientas especies que contienen estas sustancias. Los géneros son, entre otros: Agrocybe, Conocybe, Copelandia, Galerina, Gerronema, Gymnopilus, Hypholoma, Inocybe, Mycena, Panaeolus, Pluteus y, sobre todo, Psilocybe, género al que pertenecen la mayor parte de las especies que contienen estas sustancias.  Hay quien los usa como una droga alternativa. Es necesario tener la precaución de no confundirlos con setas venenosas.

## Distribución geográfica
La mayoría de las 53 especies se encuentran en México, por ejemplo, en San Mateo Río Hondo, San José del Pacífico en la región montañosa de la Sierra Madre del Sur, entre la capital del estado de Oaxaca y el océano Pacífico, las demás están distribuidas en los Estados Unidos y Canadá (22), Europa (16), Asia (15), África (4) y Australia y las islas cercanas (19).
En general, las especies de hongos que contienen psilocibina muestran esporas oscuras, láminas y crecen en prados y bosques subtropicales y tropicales, generalmente en suelos ricos en humus y en detritos vegetales.
En la actualidad, algunos grupos en la zona que abarca del centro de México hasta Oaxaca siguen usando este tipo de hongos: grupos de nahuas, mixtecos, mixes, mazatecos y zapotecos, entre otros. Un personaje importante en la historia del uso medicinal de los hongos fue María Sabina.
El tratamiento de depresión mediante la psicoterapia asistida por psilocibina está siendo examinado.